# Araeopsylla immanis
Araeopsylla immanis är en loppart som beskrevs av Smit 1958. Araeopsylla immanis ingår i släktet Araeopsylla och familjen fladdermusloppor. Inga underarter finns listade i Catalogue of Life.